# Swiss Household Services
Die Swiss Household Services AG (ehemals Dipl. Ing. Fust AG) mit Sitz in Oberbüren betreibt unter der Marke Fust eine Schweizer Fachgeschäftskette für Elektrohaushaltsgeräte, Unterhaltungselektronik und Computer. Darüber hinaus bietet das Unternehmen auch professionelle Geräte für die Gastronomie und die Betriebsverpflegung.
Das zweite grosse Geschäftsfeld von Fust umfasst die Bereiche Neubau, Umbau und Renovationen von Eigenheimen mit Fokus unter anderem auf alters- und behindertengerechtes Bauen sowie Küchen- und Badezimmerrenovationen.
Das Unternehmen verfügt schweizweit über rund 150 Filialen und erwirtschaftete 2023 mit rund 2'200 Mitarbeitern einen Umsatz von 966 Millionen Schweizer Franken. Seit 2007 gehört das Unternehmen zur Coop-Gruppe.

## Geschichte
August Fust (* 1913), der ursprünglich Fabrikarbeiter und später bei Grossenbacher Vertreter war, zog 1947 von Gossau nach Niederuzwil um. Im Nachbarort Oberbüren gründete er 1958/1959 die August Fust AG, die mit Haushaltsgeräten handelte. Sein erster Mitarbeiter und dann Teilhaber war Albert Hauser, der spätere Ehemann der ersten Tochter Ursula.
Das zweite Kind, Walter Fust (1941–2025), betrieb als Maschinenbau-Student an der ETH 1960–1964 selbst einen kleinen Versandhandel für Haushaltsgeräte. Nach dem Ingenieurstudium wurde ihm der Einstieg in die Firma des Vaters verwehrt. Er eröffnete daraufhin aus eigenem Antrieb im November 1966 mit einem Startkapital von 15'000 Franken, die er beim Versandhandel erwirtschaftet hatte, am Eigerplatz in Bern ein Weisswaren-Geschäft. Erfolg hatte er vor allem durch Hausbesuche in ländlichen Gebieten, in denen sein Vater nicht aktiv war, er verkaufte dabei Waschmaschinen. Er erwirtschaftete im ersten Jahr 1,45 Millionen Franken. Daraufhin eröffnete Walter in Olten eine weitere Filiale, im Gegenzug eröffnete sein Vater August Fust eine Filiale in Winterthur.
1969 bot ihm sein Vater an, zusammen mit Albert Hauser dessen Haushaltsgeräte-Unternehmen August Fust AG am heutigen Hauptsitz in Oberbüren zu übernehmen, was er annahm. Die August Fust AG wurde in Dipl. Ing. Fust AG umbenannt, diese übernahm die Berner Firma. In den darauf folgenden zwei Jahrzehnten entwickelte sich Fust AG zu einer führenden Fachgeschäftskette der Schweiz für Elektrohaushaltsgeräte.
1973 verstarb der Fust-Teilhaber Albert Hauser 37-jährig. Als neue Teilhaberin wurde die hinterbliebene Ehefrau Ursula Hauser-Fust, die Walter Fusts Schwester ist, bestimmt. Seither gehörte die Firma den beiden Geschwistern alleine. Die Teilhaberschaft ermöglichte es Ursula Hauser, den Grundstein für die spätere Hauser & Wirth Collection zu legen.
1987 ging Fust an die Börse. 1994 verkaufte Walter Fust seine Aktienmehrheit an die Jelmoli Holding und wurde so Grossaktionär der Jelmoli, er blieb aber Chef der Fust-Kette. Zwei Jahre später gelangte das Unternehmen wieder in den Besitz von Walter Fust, der mit der Übernahme der Aktienmehrheit an der Jelmoli Holding die Kontrolle über den Gesamtkonzern erlangte. 1998 trat Walter Fust vom Chefposten zurück, blieb aber Verwaltungsratspräsident. Über die Jahre wurden unter dem Dach der Jelmoli Holding Firmen wie Rediffusion oder Eschenmoser übernommen.
Im Zuge der Neuausrichtung der Jelmoli Holding und ihrem schrittweisen Rückzug aus dem Detailhandel wurde die Dipl. Ing. Fust AG nach Zustimmung der Wettbewerbskommission per Ende November 2007 an Coop verkauft. Dort wurde sie als eigenständig am Markt auftretende Tochtergesellschaft in die Coop-Gruppe eingegliedert.
Im September 2019 eröffnete Fust ein neues Logistikzentrum in Oberbüren.
Im Dezember 2021 wurde die Dipl. Ing. Fust AG in Swiss Household Services AG umfirmiert. Fust besteht jedoch weiterhin als Marke. Seit Anfang 2023 wird das Unternehmen vom bisherigen Jumbo-CEO Thomas Spichtig geleitet. Im November 2023 wurde ein Abbau von 90 Stellen verkündet.